# Coleoptera (classification phylogénétique)
Pour l'article principal au sujet de cet ordre, voir Coleoptera.
Cette page a pour objet de présenter un arbre phylogénétique des Coleoptera (Coléoptères), c'est-à-dire un cladogramme mettant en lumière les relations de parenté existant entre leurs différents groupes (ou taxa), telles que les dernières analyses reconnues les proposent. Ce n'est qu'une possibilité, et les principaux débats qui subsistent au sein de la communauté scientifique sont brièvement présentés ci-dessous, avant la bibliographie.

## Arbre phylogénétique
Le cladogramme présenté ici ne possède qu'une valeur indicative. Il n'est pas forcément consensuel, et on peut toujours se référer à la bibliographie au bas de l'article.
Le symbole ▲ renvoie à la partie immédiatement supérieure de l'arbre phylogénétique du vivant. Le signe ► renvoie à la classification phylogénétique du groupe considéré. Tout nœud de l'arbre portant plus de deux branches montre une indétermination de la phylogénie interne du groupe considéré.
Les habitudes typographiques des botanistes et des zoologistes sont différentes. Ici, par commodité de lecture, et certains groupes actuels relevant des deux domaines traditionnels, les noms de taxons supérieurs au genre sont tous écrits en caractères droits, les noms de genres ou d'espèces en italiques.
À la suite d'un taxon, sa période d'apparition, quand elle est connue, peut être indiquée suivant la légende suivante :
(Plé) : Pléistocène ; (Pli) : Pliocène ; (Mio) : Miocène ; (Oli) : Oligocène ; (Éoc) : Éocène ; (Pal) : Paléocène ; (Cré) : Crétacé ; (Jur) : Jurassique ; (Tri) : Trias ; (Per) : Permien ; (Car) : Carbonifère ; (Dév) : Dévonien ; (Sil) : Silurien ; (Ord) : Ordovicien ; (Camb) : Cambrien ; (Edi) : Édiacarien. Pour plus de précision si possible, (-) : inférieur ; (~) : moyen ; (+) : supérieur.

```
▲

└─o 
Coleoptera

  ├─o 
Protocoleoptera
 (éteint)
  └─o 
Coleoptera
 
s.s.

    ├─o 
Myxophaga
 
(paraphylétique)

    │ └─o 
Archostemata

    └─o
      ├─o 
Adephaga

      │ ├─o 
Hydradephaga

      │ └─o 
Geadephaga

      └─o 
Polyphaga

        └─o 
Scirtoidea
 
(paraphylétique)

          ├─o 
Histeroidea

          └─o
            ├─o 
Ptiliidae

            └─o
              ├─o 
Leiodidae

              └─o
                ├─o 
Scarabaeoidea

                └─o
                  ├─o
                  │ ├─o 
Staphyliniformia

                  │ │ ├─o 
Hydrophiloidea

                  │ │ └─o 
Staphylinoidea

                  │ └─o
                  │   ├─o 
Bostrichiformia

                  │   │ ├─o 
Dermestoidea

                  │   │ └─o 
Bostrichoidea

                  │   └─o 
Elateriformia

                  │     ├─o
                  │     │ ├─o 
Byrrhoidea

                  │     │ └─o
                  │     │   ├─o 
Dascilloidea

                  │     │   └─o 
Elateroidea

                  │     └─o
                  │       ├─o 
Dryopoidea

                  │       └─o 
Buprestoidea

                  └─o 
Cucujiformia

                    ├─o
                    │ ├─o
                    │ │ ├─o série sylvanide
                    │ │ └─o 
Curculionoidea

                    │ └─o
                    │   ├─o
                    │   │ ├─o série cucujide
                    │   │ └─o
                    │   │   ├─o 
Nitidulidae

                    │   │   └─o série érotylide
                    │   └─o 
Chrysomeloidea

                    └─o
                      ├─o
                      │ ├─o 
Cleroidea

                      │ └─o série cérylonide
                      └─o
                        ├─o 
Sphindidae

                        └─o 
Tenebrionoidea
```

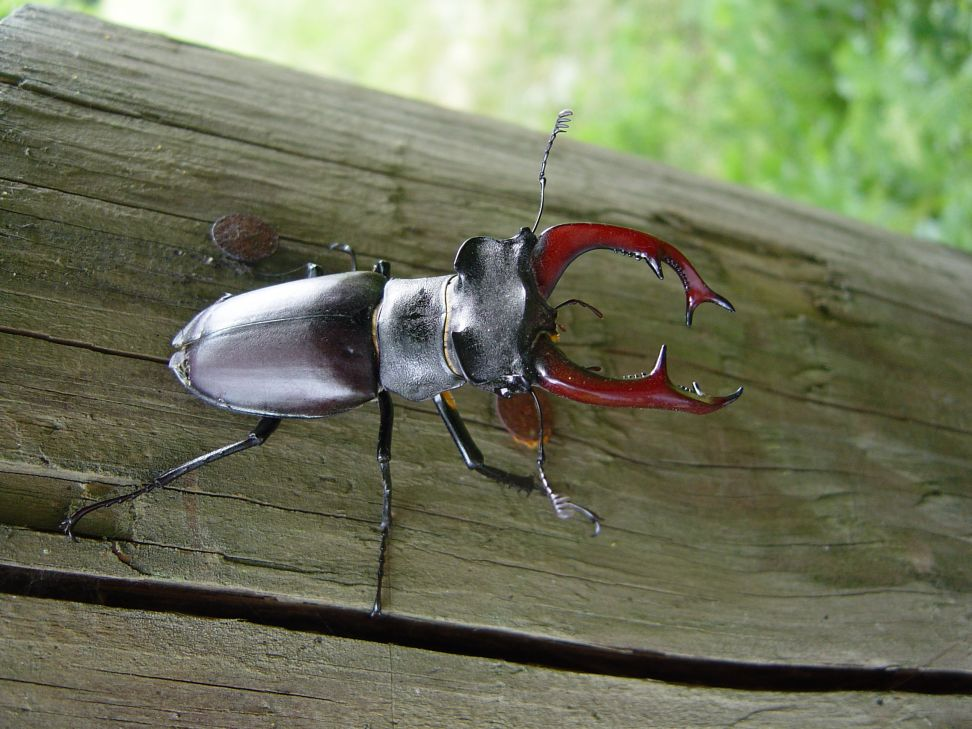
Lucanus cervus (Lucanidae)
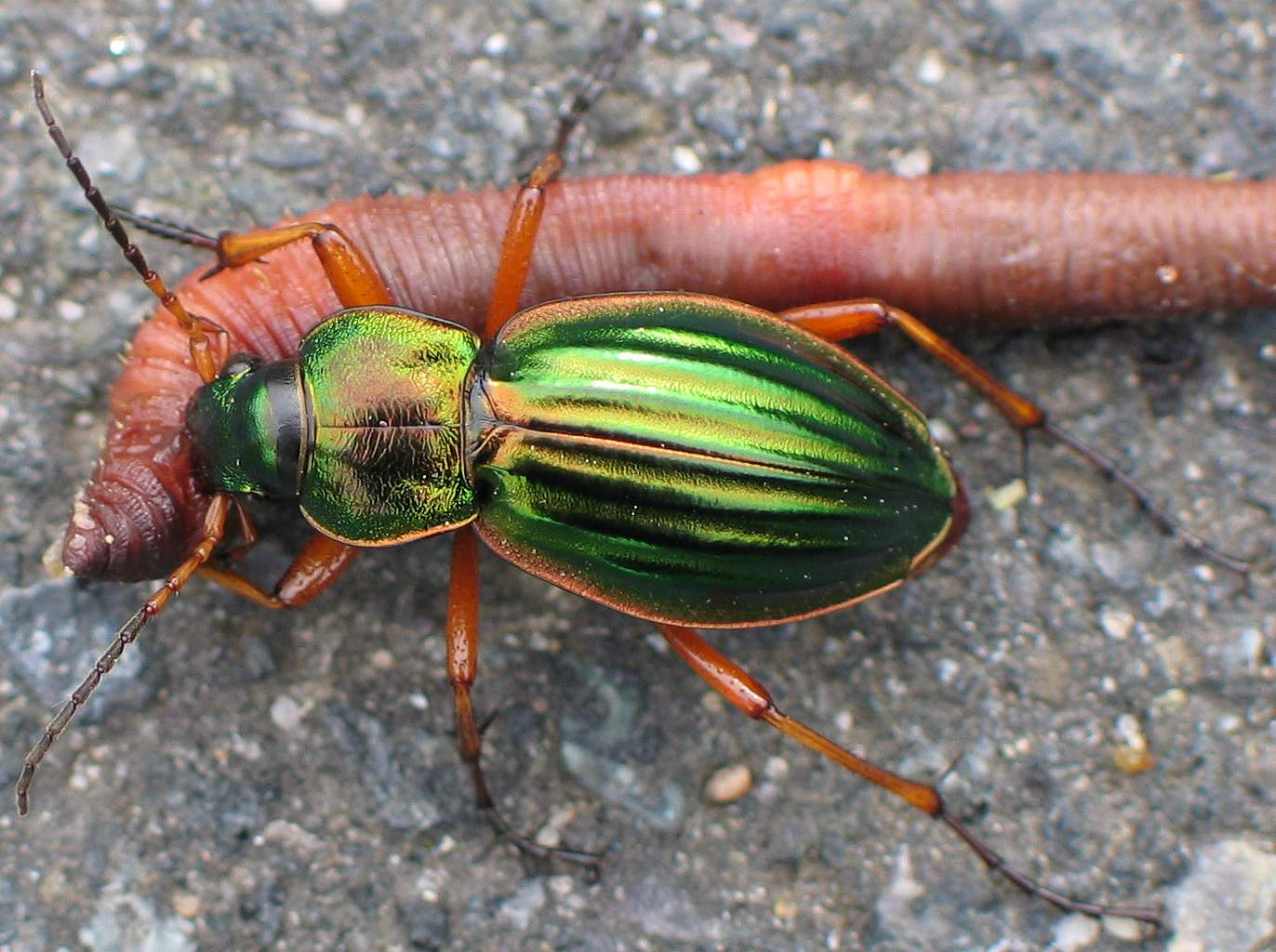
Carabus auratus (Carabidae) avec sa proie (un ver de terre)
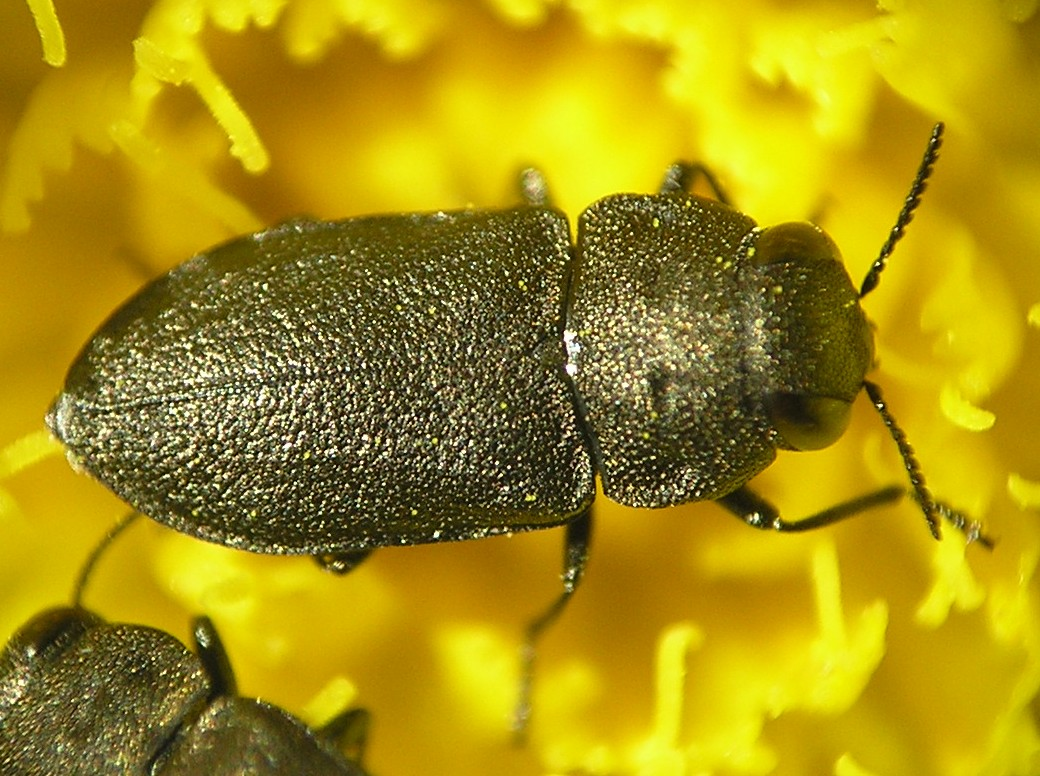
Anthaxia quadripunctata (Buprestidae)
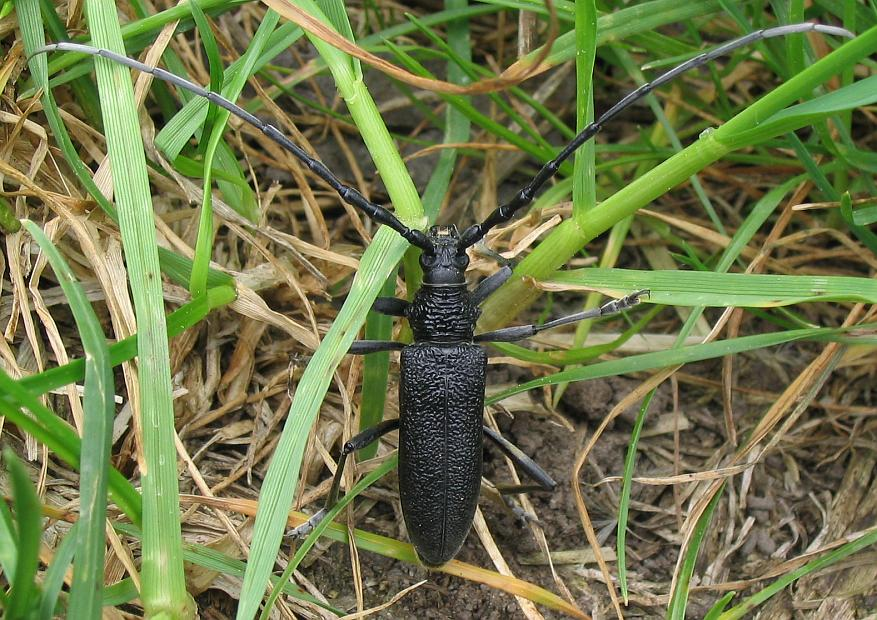
Cerambyx scopolii (Cerambycidae)
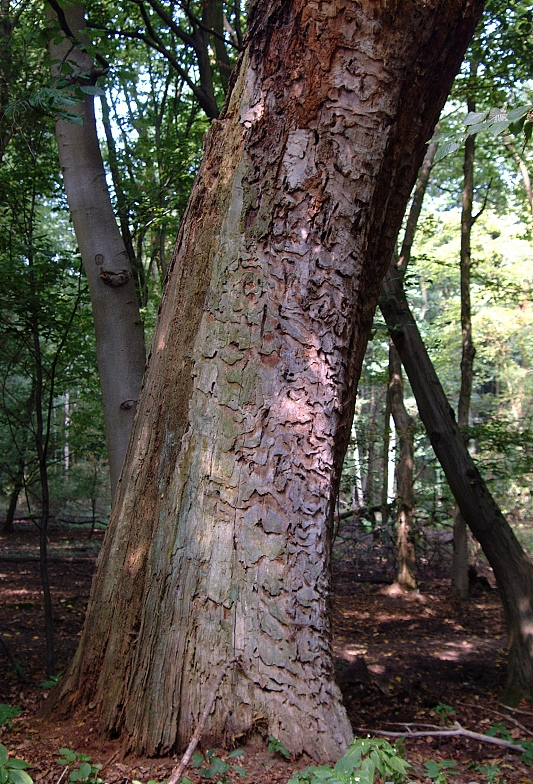
Attaque de Cerambyx cerdo (Cerambycidae) sur un tronc (Allemagne)
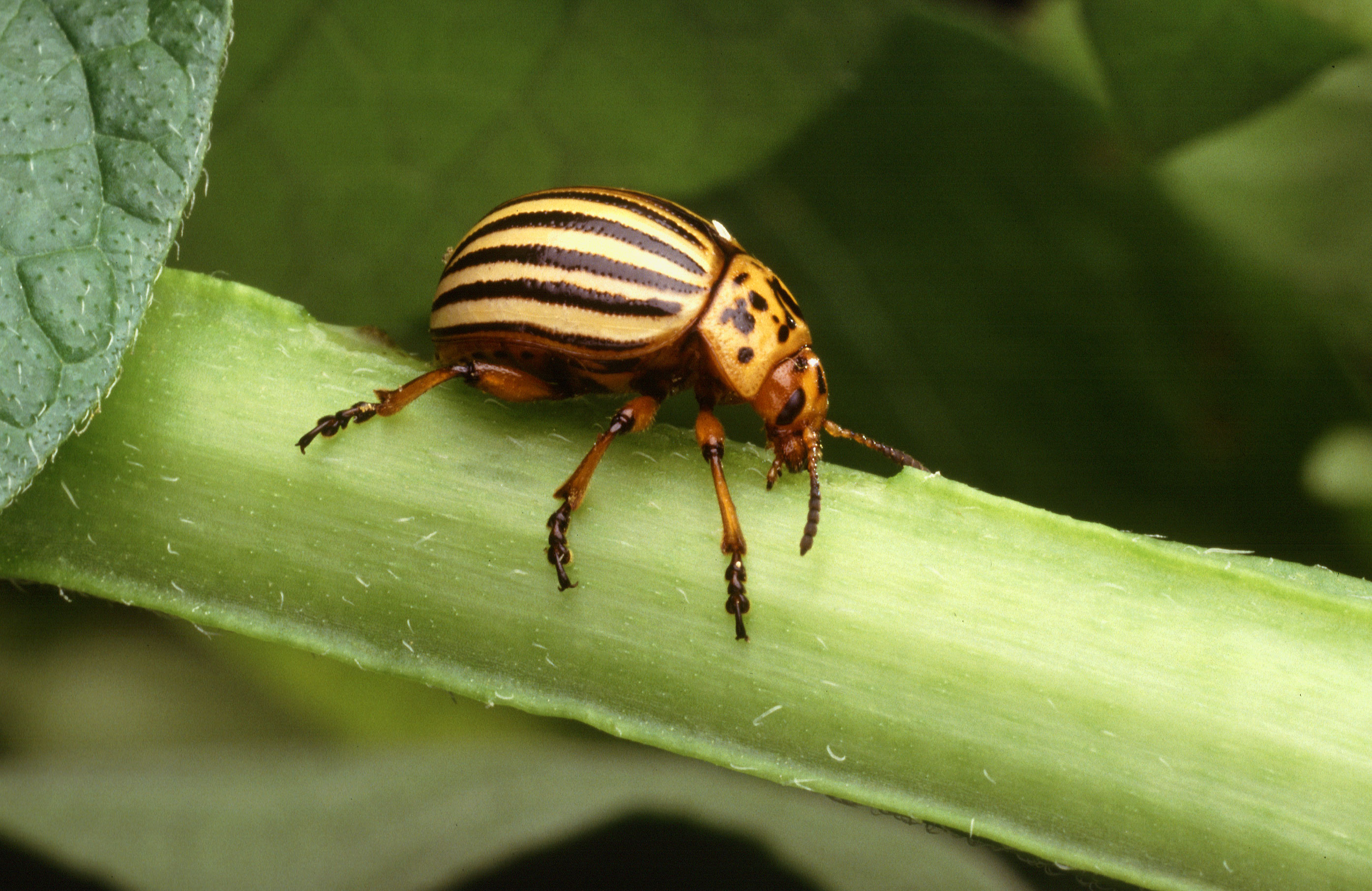
Leptinotarsa decemlineata (Chrysomelidae)
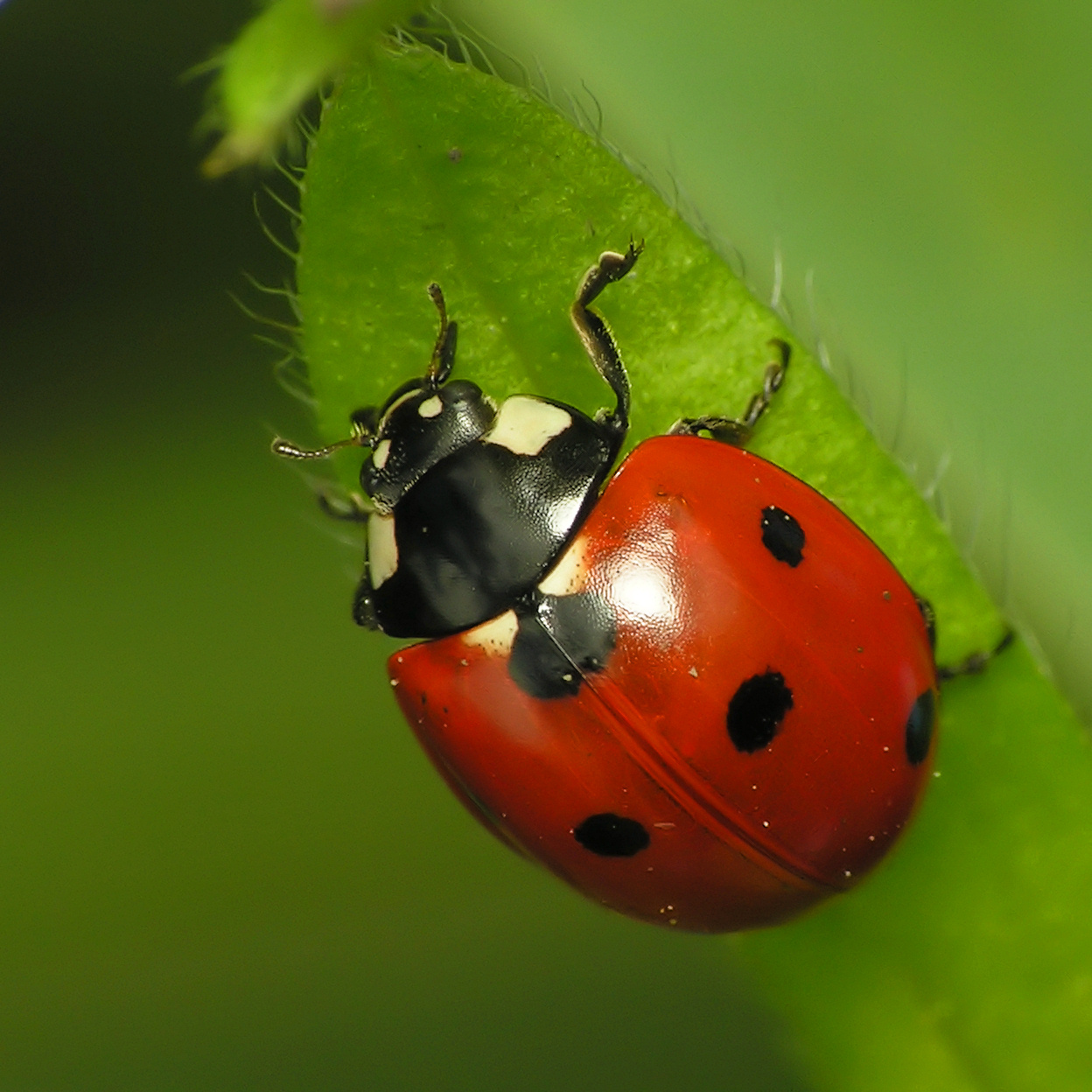
Coccinella septempunctata (Coccinellidae)
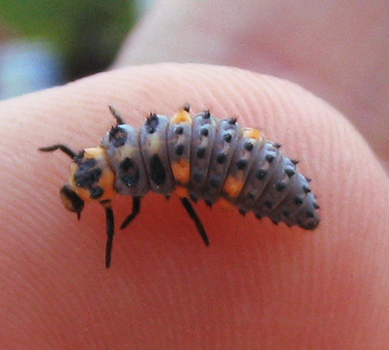
Larve de Coccinella septempunctata (Coccinellidae)
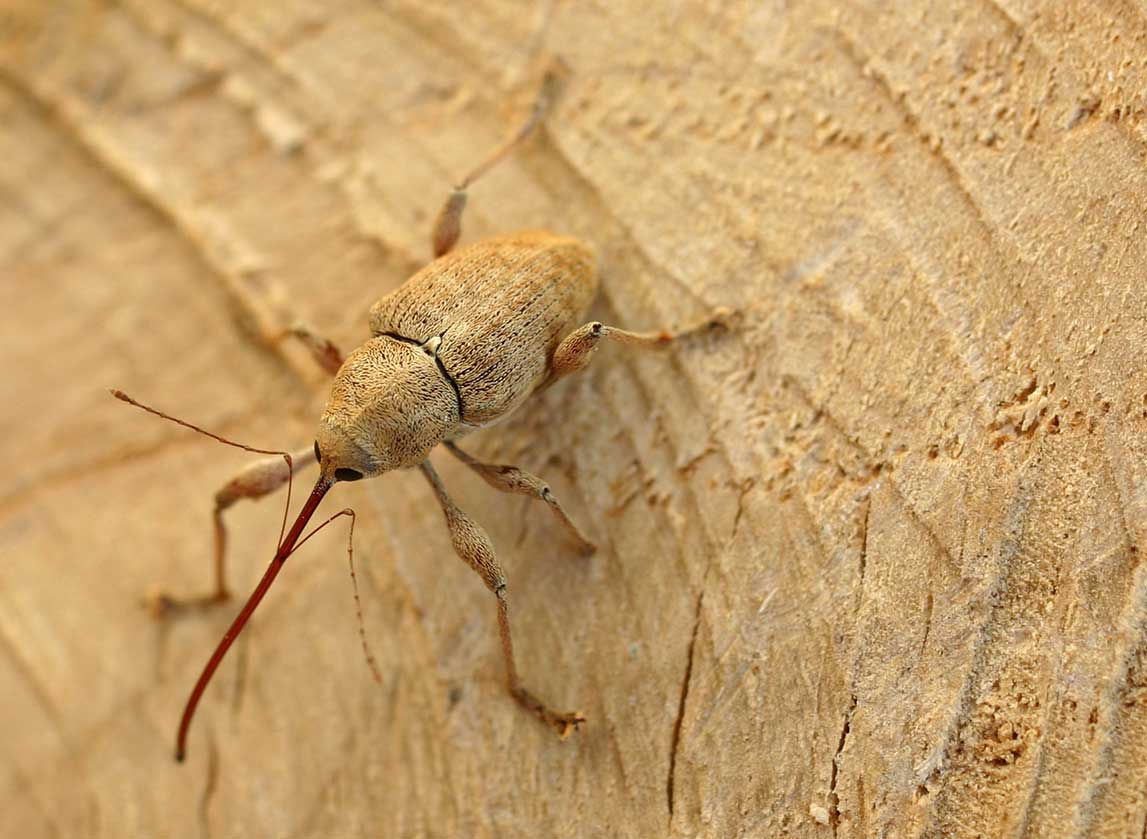
Curculio elephas (Curculionidae)
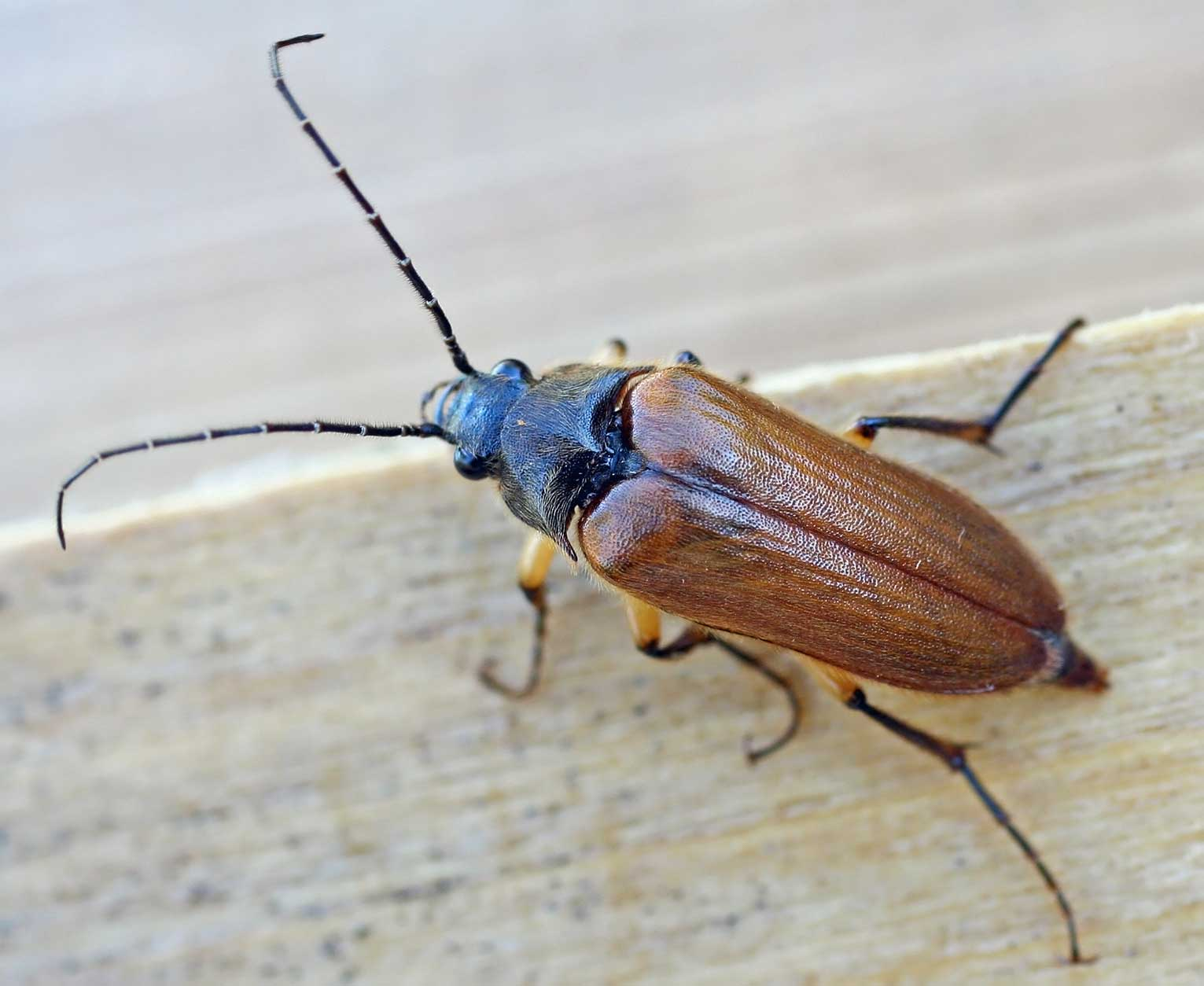
Cebrio gigas (Elateridae)
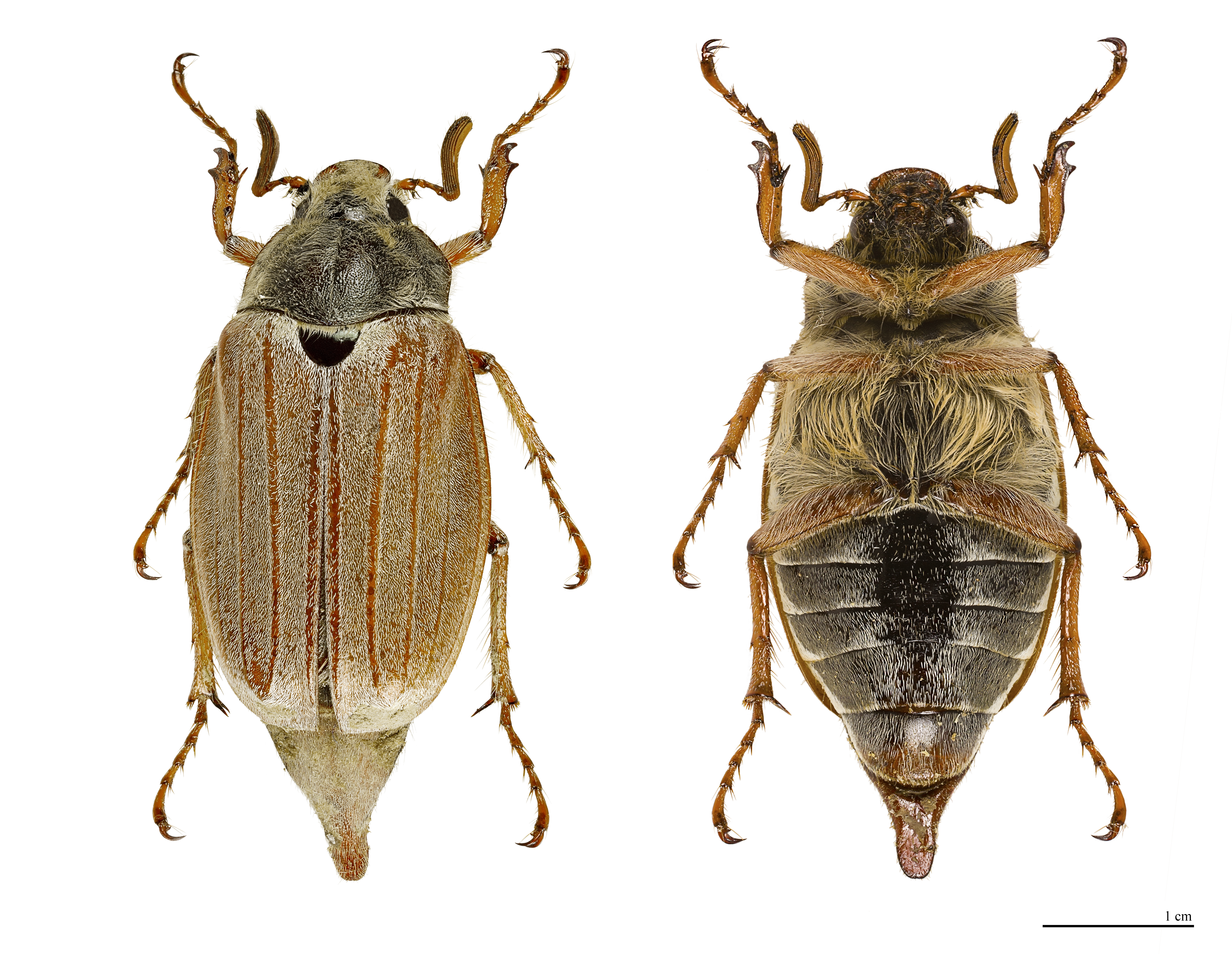
Melolontha melolontha (Melolonthidae)
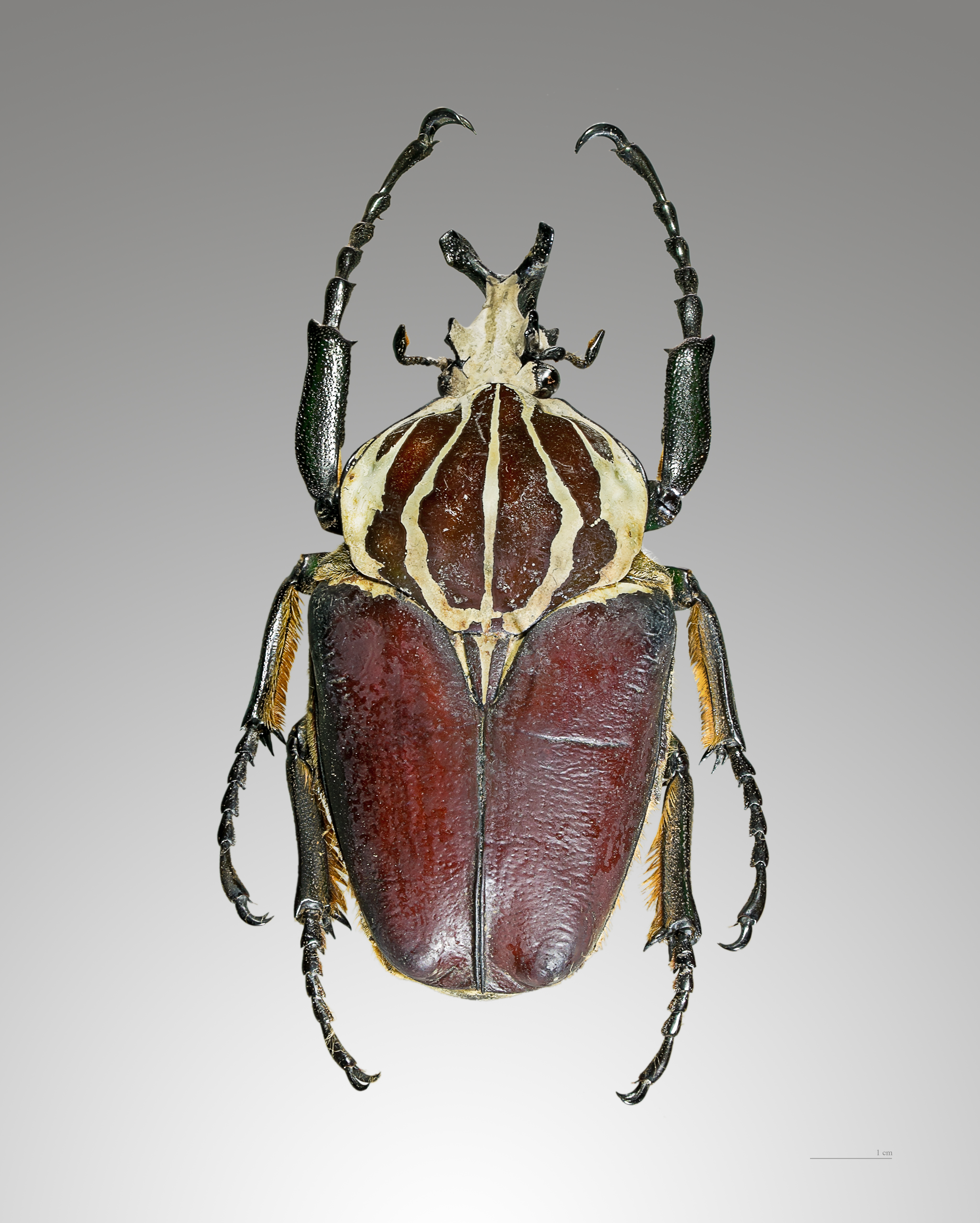
Goliathus goliathus (Scarabaeidae)
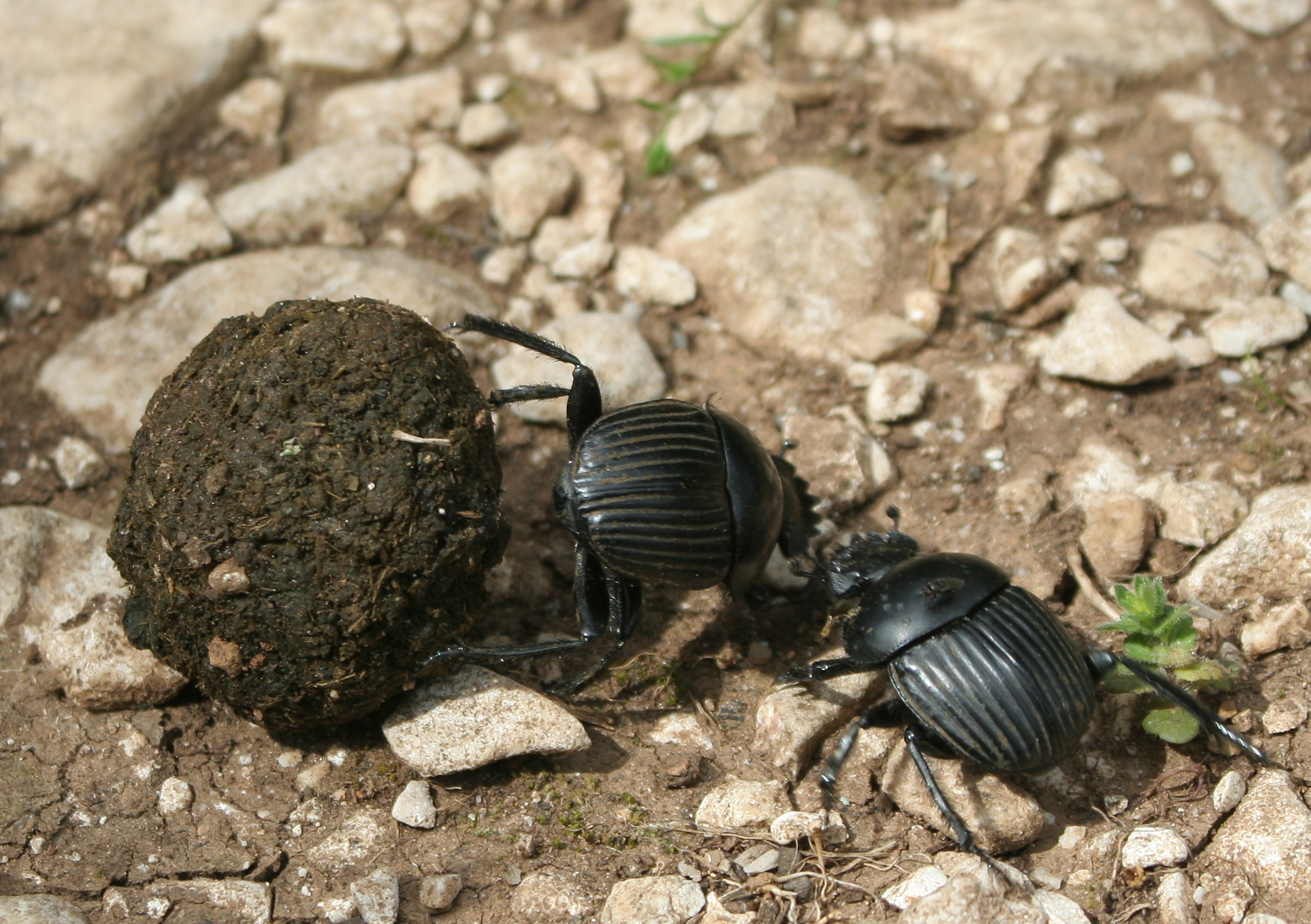
Scarabaeus laticollis (Scarabaeidae)
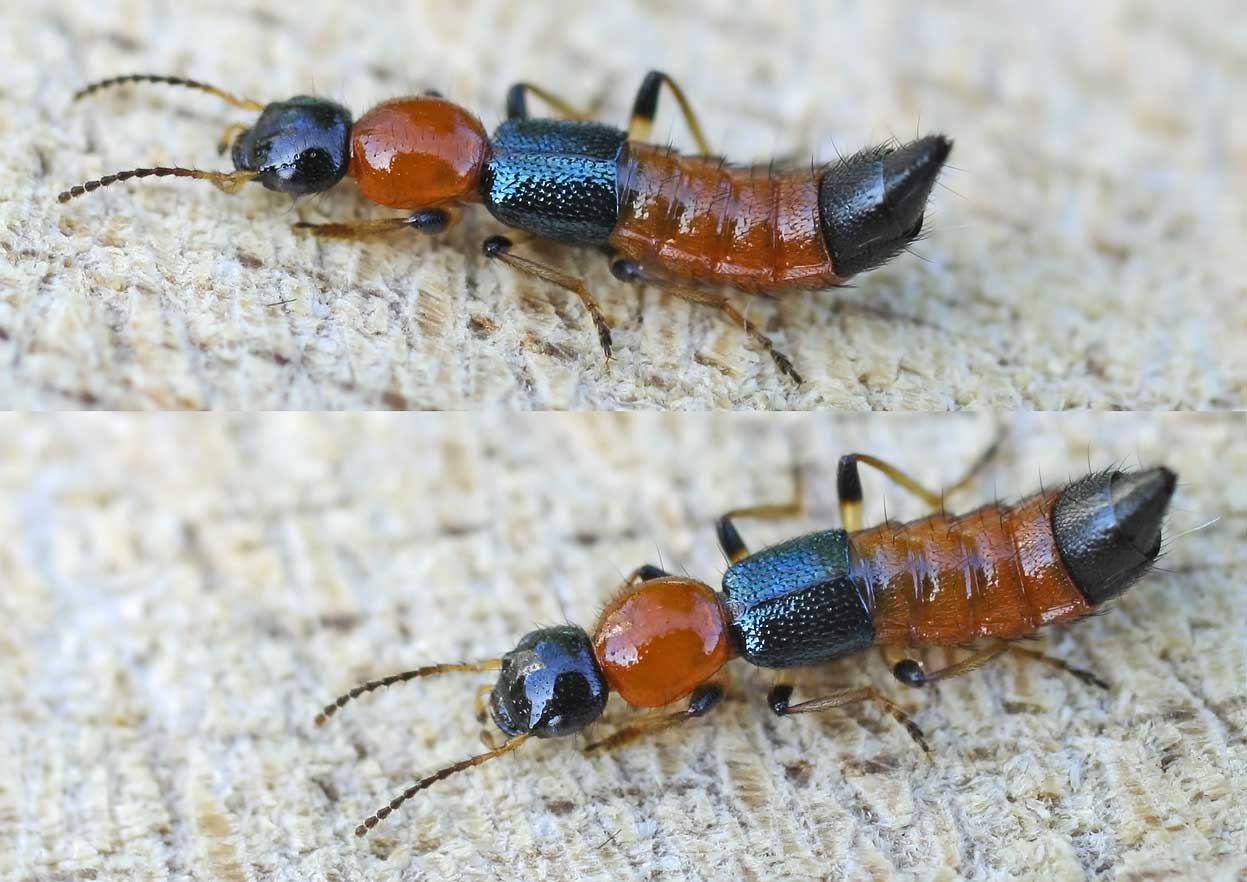
Paederus littoralis (Staphylinidae)
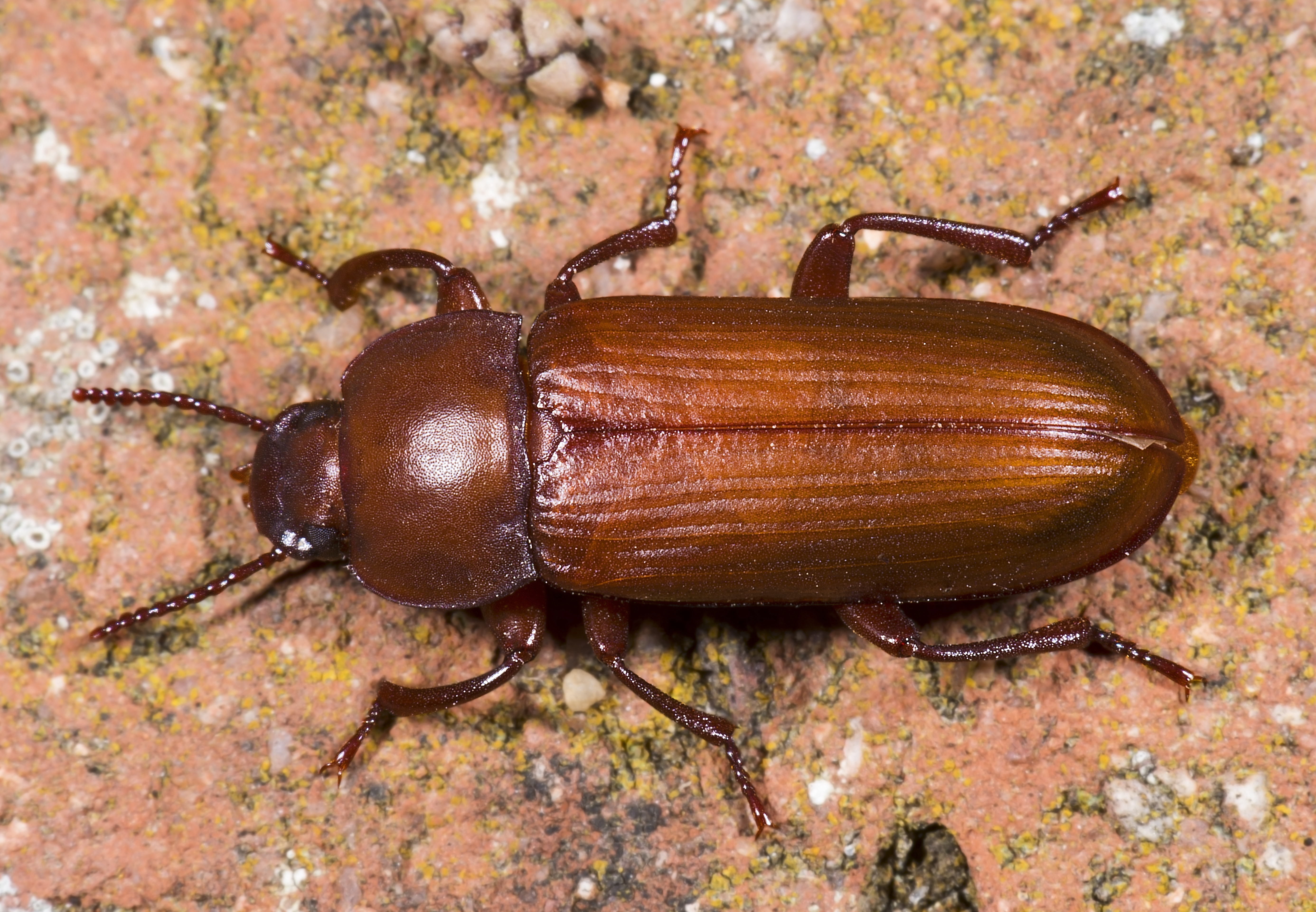
Tenebrio molitor (Tenebrionidae)
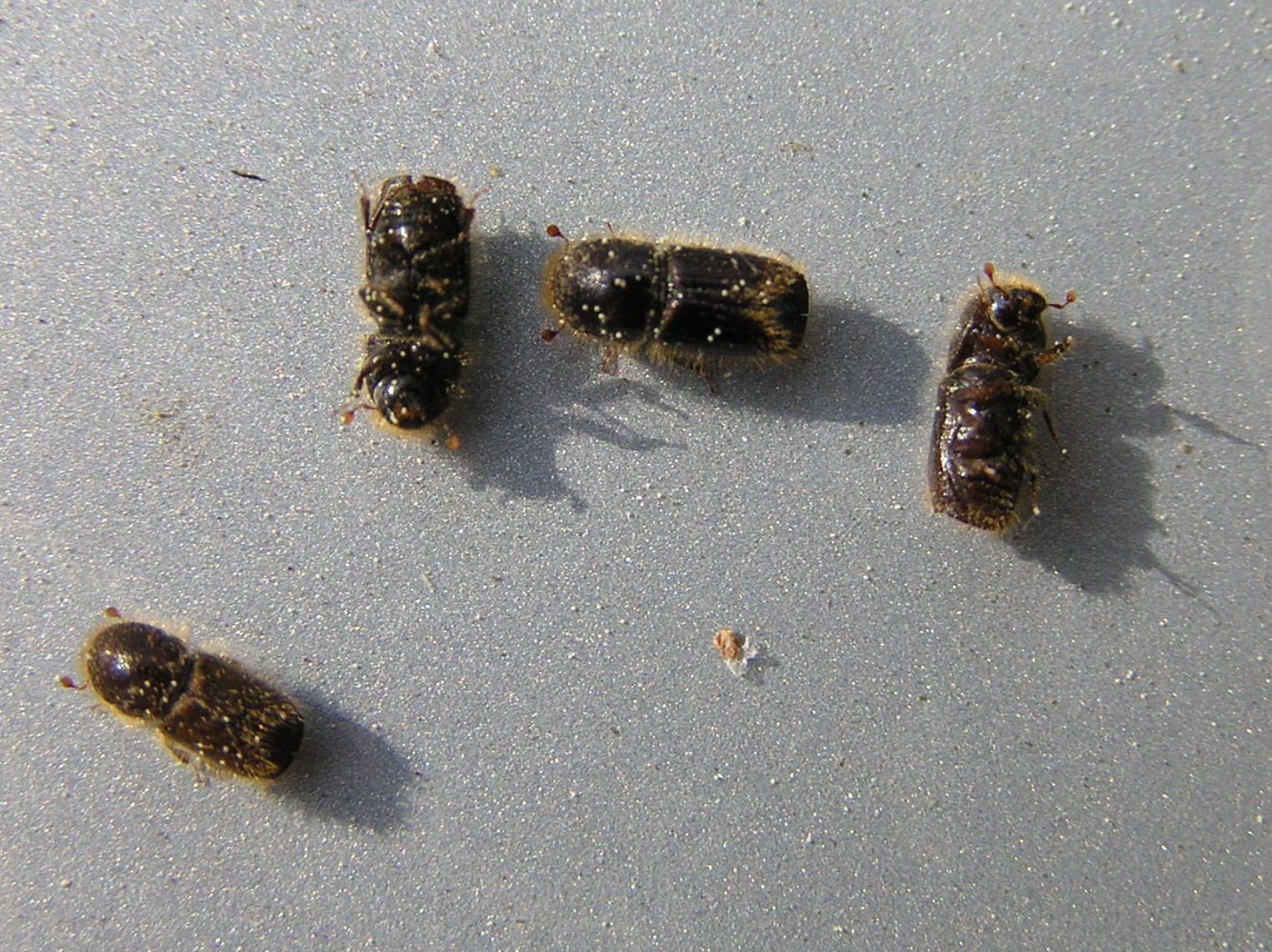
Ips typographus (Scolytidae), forêt de Bialowieza (Pologne)
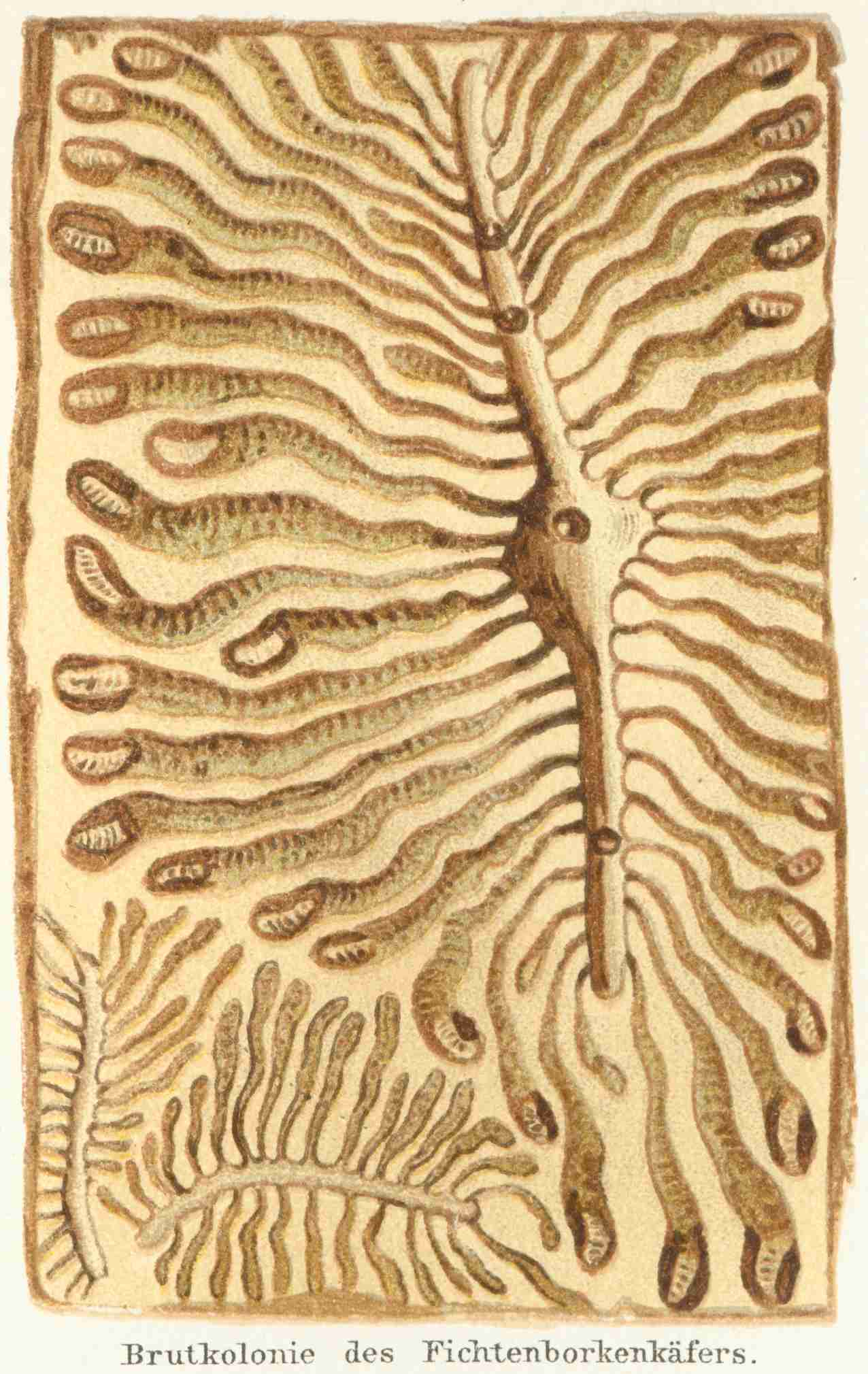
Développement d'Ips typographus (Scolytidae) dans un tronc d'arbre

## En savoir plus

### Sources bibliographiques
- Toby Hunt, Johannes Bergsten, Zuzana Levkanicova, Anna Papadopoulou, Oliver St.John, Ruth Wild, Peter M. Hammond, Dirk Ahrens, Michael Balke, Michael S. Caterino, Jesús Gómez-Zurita, Ignacio Ribera, Timothy G. Barraclough, Milada Bocakova, Ladislav Bocak, Alfried P. Vogler : « A Comprehensive Phylogeny of Beetles Reveals the Evolutionary Origins of a Superradiation », Science, vol. 318, 2007, pp. 1913-1916